# Kitamoto
Kitamoto (北本市, Kitamoto-shi) est une ville située dans la préfecture de Saitama, au Japon.

## Géographie

### Situation
Kitamoto est situé dans le centre de la préfecture de Saitama.

### Démographie
En 2010, la population de la ville de Kitamoto était de 69 374 habitants, répartis sur une superficie de 19,84 km2. En octobre 2021, elle était de 65 817 habitants.

### Hydrographie
La ville est traversée par le fleuve Ara au sud-ouest.

### Climat
Kitamoto a un climat subtropical humide caractérisé par des étés chauds et des hivers frais avec peu ou pas de chutes de neige. La température annuelle moyenne est de 14,6 °C. Les précipitations annuelles moyennes sont de 1 353 mm, septembre étant le mois le plus humide.

## Histoire
Kōnosu-shuku était l'une des stations du Nakasendō jusqu'en 1602, date à laquelle elle a été déplacée vers le nord ; l'emplacement d'origine a été renommé Motojuku, et plus tard, Kitamotojuku, qui est à l'origine du nom de la ville actuelle.
Avec l'établissement du système des municipalités modernes le 1er avril 1889, Kitamotojuku a été fusionné avec plusieurs hameaux voisins pour former le village d'Ishito. Le 11 février 1943, Ishito a fusionné avec Nakamaru pour former le village de Kitamotojuku. Le 3 novembre 1959, le village devient le bourg de Kitamoto. Il obtient le statut de ville le 3 novembre 1971.

## Transports
La ville est desservie par la ligne Takasaki de la JR East à la gare de Kitamoto.

## Jumelages
- Aizubange (Japon) depuis 1992